# Nati nel 1428
| Questa pagina contiene informazioni ricavate automaticamente dalle voci biografiche con l'ausilio del template Bio e di un bot. L'aggiornamento è periodico e automatico e ricostruisce completamente la pagina. Se manca una persona in questa lista, sei pregato di non aggiungerla, ma accertati piuttosto che la sua voce biografica contenga il template Bio e che i dati anagrafici siano correttamente compilati. Se il template Bio manca, inseriscilo tu stesso o, in alternativa, metti l'avviso {{tmp\|Bio}} che ne segnala la mancanza. Se i dati riportati sono sbagliati, correggi direttamente la voce biografica; le modifiche saranno visibili in questa lista entro pochi giorni. Per chiarimenti vedi il progetto biografie. La lista contiene solo le 30 persone che sono citate nell'enciclopedia e per le quali è stato implementato correttamente il template Bio. Pagina aggiornata al 10 ago 2025. |

- 3 febbraio - Elena Paleologa, principessa bizantina († 1458)
- 8 aprile - Teodoro de Lellis, cardinale, vescovo cattolico e diplomatico italiano († 1466)
- 27 aprile - Maria Ormani, religiosa, calligrafa e miniatrice italiana († 1470)
- 3 maggio - Pedro González de Mendoza, cardinale e arcivescovo cattolico spagnolo († 1495)
- 4 luglio - Filippo Strozzi il Vecchio, banchiere italiano († 1491)
- 21 settembre - Jingtai, imperatore cinese († 1457)
- 23 ottobre - Costanza da Varano, poetessa italiana († 1447)
- 2 novembre - Iolanda d'Angiò, duchessa († 1483)
- 22 novembre - Richard Neville, XVI conte di Warwick, nobile e condottiero inglese († 1471)
- 4 dicembre - Bernardo VII di Lippe, sovrano tedesco († 1511)
- 22 dicembre - Giovanni Tornabuoni, banchiere e mecenate italiano († 1497)
- Alano della Rupe, teologo francese († 1475)
- Guidantonio Arcimboldi, arcivescovo cattolico italiano († 1497)
- Andronica Arianiti, nobildonna albanese († 1506)
- Asakura Toshikage, militare giapponese († 1481)
- Isabella d'Aviz († 1496)
- Bartolomeo Bellencini, giurista italiano († 1478)
- Maria di Borbone-Clermont, nobile francese († 1448)
- Giovanni VIII di Borbone-Vendôme, conte († 1477)
- Giovanni Caroli, teologo italiano († 1503)
- Tommaso Formenton, architetto italiano († 1492)
- Giovanna Stuart, principessa scozzese († 1493)
- Niccolò Leoniceno, medico, botanico e umanista italiano († 1524)
- Elisabetta Picenardi, beata italiana († 1468)
- Pomponio Leto, umanista italiano († 1498)
- Polissena Sforza, nobile († 1449)
- Caterina di Valois, nobile († 1446)
- Nicoletto Vernia, filosofo, astrologo e medico italiano († 1499)
- Giovanni da Padova, architetto italiano († 1499)
- Hernando de Talavera, arcivescovo cattolico spagnolo († 1507)